# Берт Ґебель
Берт Ґебель (нім. Bert Göbel, 14 липня 1963) — німецький плавець.
Призер Чемпіонату світу з водних видів спорту 1986 року.